# Камйонка (Квідзинський повіт)
Камйонка (пол. Kamionka, нім. Königlich Kamiontken; Kamiontken (1928—1938), Lamprechtsdorf (1938—1945)) — село в Польщі, у гміні Квідзин Квідзинського повіту Поморського воєводства.
Населення — 252 особи (2011).
У 1975-1998 роках село належало до Ельблонзького воєводства.

## Демографія
Демографічна структура станом на 31 березня 2011 року:
|          | Загалом | Допрацездатний вік | Працездатний вік | Постпрацездатний вік |
| -------- | ------- | ------------------ | ---------------- | -------------------- |
| Чоловіки | 141     | 37                 | 100              | 4                    |
| Жінки    | 111     | 28                 | 71               | 12                   |
| Разом    | 252     | 65                 | 171              | 16                   |